# Продюсеры (фильм, 2005)
«Продю́серы» (англ. The Producers) — американский музыкальный комедийный фильм, снятый Сьюзан Строман по сценарию Мела Брукса и Томаса Миана. Экранизация одноимённого бродвейского мюзикла 2001 года, созданного на основе одноимённого фильма 1968 года. Главные роли исполнили Нейтан Лейн, Мэттью Бродерик, Ума Турман, Уилл Ферелл, Гэри Бич, Роджер Барт и Джон Ловитц.
Фильм был выпущен в ограниченном прокате в США 16 декабря 2005 года, и вышел в широком прокате 25 декабря. Он получил смешанные отзывы от критиков и не имел коммерческого успеха, заработав в мировом прокате лишь 38 миллионов долларов при бюджете в размере 45 миллионов долларов.

## Сюжет
Нью-Йорк, 1959 год. Театральный продюсер Макс Бьялысток, чье имя всего несколько лет назад гремело по всему миру и являлось синонимом успеха, погряз в неудачах и провалах, которые следуют один за другим.
Но случай сводит его со скромным бухгалтером Лео Блумом, и они тут же изобретают «схему» — брать кредит под постановку заведомо провального шоу и присваивать непотраченное. И вот первый проект — «Весна для Гитлера» по пьесе бывшего нациста Франца Либкинда, режиссёром которого будет богемный Роджер де Бри со шведской секс-бомбой Уллой в главной роли. Осталось только дождаться реакции зрителей…

## Актёрский состав
| Актёр           | Роль                                                           |
| --------------- | -------------------------------------------------------------- |
| Нейтан Лейн     | Макс Бьялысток                                                 |
| Мэттью Бродерик | Леопольд «Лео» Блум                                            |
| Ума Турман      | Улла Инга тор Хансен Бенсон Янсен Таллен Халлен Сваден Свансон |
| Уилл Феррелл    | Франц Либкинд                                                  |
| Гэри Бич        | Роджер де Бри                                                  |
| Роджер Барт     | Кармен Гиа                                                     |
| Джон Ловитц     | мистер Маркс                                                   |

## Принятие
Фильм получил 4 номинации на престижную премию «Золотой глобус»:
- Лучший фильм — комедия или мюзикл
- Лучшая мужская роль —  комедия или мюзикл (Нейтан Лейн)
- Лучшая мужская роль второго плана — кинофильм (Уилл Феррелл)
- Лучшая песня («There's Nothing Like a Show on Broadway», Мел Брукс)